# 奥伦多夫 (图林根州)
奥伦多夫是德国图林根州的一个市镇。总面积9.15平方公里，总人口428人，其中男性215人，女性213人（2011年12月31日），人口密度47人/平方公里。